# Groupe de NGC 7049
Le groupe de NGC 7049 comprend au moins six galaxies situées dans la constellation de l'Indien. La distance moyenne entre ce groupe et la Voie lactée est d'environ 32,9 Mpc (∼107 millions d'al).

## Membres
Le tableau ci-dessous liste les six galaxies du groupe indiquées dans l'article de A.M. Garcia paru en 1993.
| Nom        | Class.     | Type           | α (J2000.0)     | δ (J2000.0)     | Vitesse radiale (km/s) | m       | Distance (Mpc) | Diamètre (kal) |
| ---------- | ---------- | -------------- | --------------- | --------------- | ---------------------- | ------- | -------------- | -------------- |
| NGC 7041   | SA0^-(rs)? | Lenticulaire   | 21h 16m 32.38s  | -48° 21′ 48.8″  | 1946 ± 24              | 11,2    | 26,0 ± 1,9     | 143            |
| NGC 7049   | SA0^0(s)   | Lenticulaire   | 21h 19m 00.303s | -48° 33′ 43.78″ | 2285 ± 6               | 10,6    | 31,0 ± 2,2     | 270            |
| ESO 235-85 | Sa         | Spirale        | 21h 18m 16.19s  | -48° 32′ 15.1″  | 2192 ± 31              | 12,89   | 29,7 ± 2,1     | 78             |
| ESO 236-6  | SB(rs)cd   | Spirale barrée | 21h 21m 08.85s  | -47° 30′ 54.3″  | 2634 ± 7               | 14,1212 | 36,1 ± 2,5     | 91             |
| ESO 287-9  | Sbc        | Spirale        | 21h 21m 16.30s  | -46° 09′ 10.0″  | 2715 ± 9               | 13,37   | 37,2 ± 2,6     | 100            |
| ESO 287-13 | Sc         | Spirale        | 21h 23m 13.93s  | -45° 46′ 23.2″  | 2715 ± 5               | 10,85   | 37,2 ± 2,6     | 147            |

Le site DeepskyLog permet de trouver aisément les constellations des galaxies mentionnées dans ce tableau ou si elles ne s'y trouvent pas, l'outil du site constellation permet de le faire à l'aide des coordonnées de la galaxie. Sauf indication contraire, les données proviennent du site NASA/IPAC.